# Big Piney
Big Piney – miasto w Stanach Zjednoczonych, w stanie Wyoming, w hrabstwie Sublette.